# John Savage (football)
Pour les articles homonymes, voir Savage et John Savage.
John Savage dit Jim (né le 18 février 1867 à Lenton et décédé en 1951 sois à83-84ans à Nottingham) est un joueur de football anglais, qui évoluait en tant qu'attaquant.
Savage, d'une famille de la noblesse britannique (marquis), est connu pour être le premier joueur étranger de l'histoire du club de la Juventus.

## Club
Négociant en gros de produits textiles à Turin, John Savage participe au premier championnat d'Italie, avec l'effectif de l'Internazionale Torino, club dont il finit capitaine, et avec qui il atteint la finale du tournoi, perdue contre le Genoa par 2 buts à 1. Il perd également la finale du championnat suivant, à nouveau contre les Génois (3 à 1).
En 1901, il rejoint l'autre club turinois, le FBC Juventus. Il y joue en tout cinq matchs.
Durant la saison 1903, le club veut se doter d'un nouvel équipement et de nouvelles couleurs, voulant changer du rose.
C'est sur la demande de la direction du club (Giacomo Parvopassu) que Savage, originaire de Nottingham, apporte les nouveaux maillots au club, identiques à ceux de l'équipe anglaise de l'un de ses amis (également club de son cœur), le Notts County Football Club. Ce nouveau maillot ainsi que leurs nouvelles couleurs furent perçues comme un symbole de « simplicité, d'austérité, d'agressivité et surtout, de pouvoir ».

## Sélection
Bien qu'Anglais, il dispute le 30 avril 1899 à Turin dans le stade Velodromo Umberto I une rencontre amicale non officielle avec la sélection italienne contre la Suisse, remportée par ces derniers 2 à 0.

## Arbitre
En plus de sa carrière de joueur, il est également arbitre fédéral, et est notamment connu pour avoir arbitré la finale du championnat italien 1902, entre le Genoa et le Milan.